# Крутоярский (Ставропольский край)
Крутоя́рский — посёлок в составе Георгиевского района (городского округа) Ставропольского края Российской Федерации.

## География
На севере: село Саблинское
На северо-востоке: пруд Молотов
На востоке: Новоульяновское водохранилице, посёлок Новоульяновский
На юге: посёлок Падинский
На юго-западе: Водохранилище Сухая Падина, хутор Сухая Падина
На западе: село Розовка
Расстояние до краевого центра: 123 км.
Расстояние до районного центра: 35 км.

## История
Хутор Горький Карамык (Камбилеевка) основан в 1921 году. По данным на 1927 год состоял из 12 дворов. В административном отношении входил в состав Сухопадинского сельсовета Александрийского района Терского округа:18—19.
В 1964 году Указом Президиума ВС РСФСР поселок Первое отделение совхоза «Ульяновский» переименован в Крутоярский.
До 1 июня 2017 года посёлок входил в упразднённый Крутоярский сельсовет.

## Население
| 1926 | 1989 | 2002 | 2010 | 2014 | 2023 |
| ---- | ---- | ---- | ---- | ---- | ---- |
| 71   | ↗345 | ↗417 | ↗476 | ↘400 | ↗470 |

По данным переписи 2002 года, 36 % населения — русские.

## Инфраструктура
Медобслуживание осуществляет фельдшерско-акушерский пункт.
В Крутоярском 2 улицы — Короткая и Широкая.
К востоку от посёлка расположены 2 открытых кладбища площадью 21 888 м² и 933 м².

## Связь и телекоммуникации
В 2016 году в хуторе введена в эксплуатацию точка доступа к сети Интернет (передача данных осуществляется посредством волоконно-оптической линии связи).